# ریو تاکوچی
ریو تاکوچی (انگلیسی: Ryo Takeuchi؛ زادهٔ ۸ مارس ۱۹۹۱) بازیکن فوتبال اهل ژاپن است.
از باشگاه‌هایی که در آن بازی کرده‌است می‌توان به باشگاه فوتبال شیمیزو اس-پالس اشاره کرد.